# Moorweg
Moorweg is een kleine gemeente in de Duitse deelstaat Nedersaksen. Samen met zes naburige gemeenten vormt Moorweg de Samtgemeinde Esens in het Landkreis Wittmund. Moorweg telt 866 inwoners.

## Beschrijving

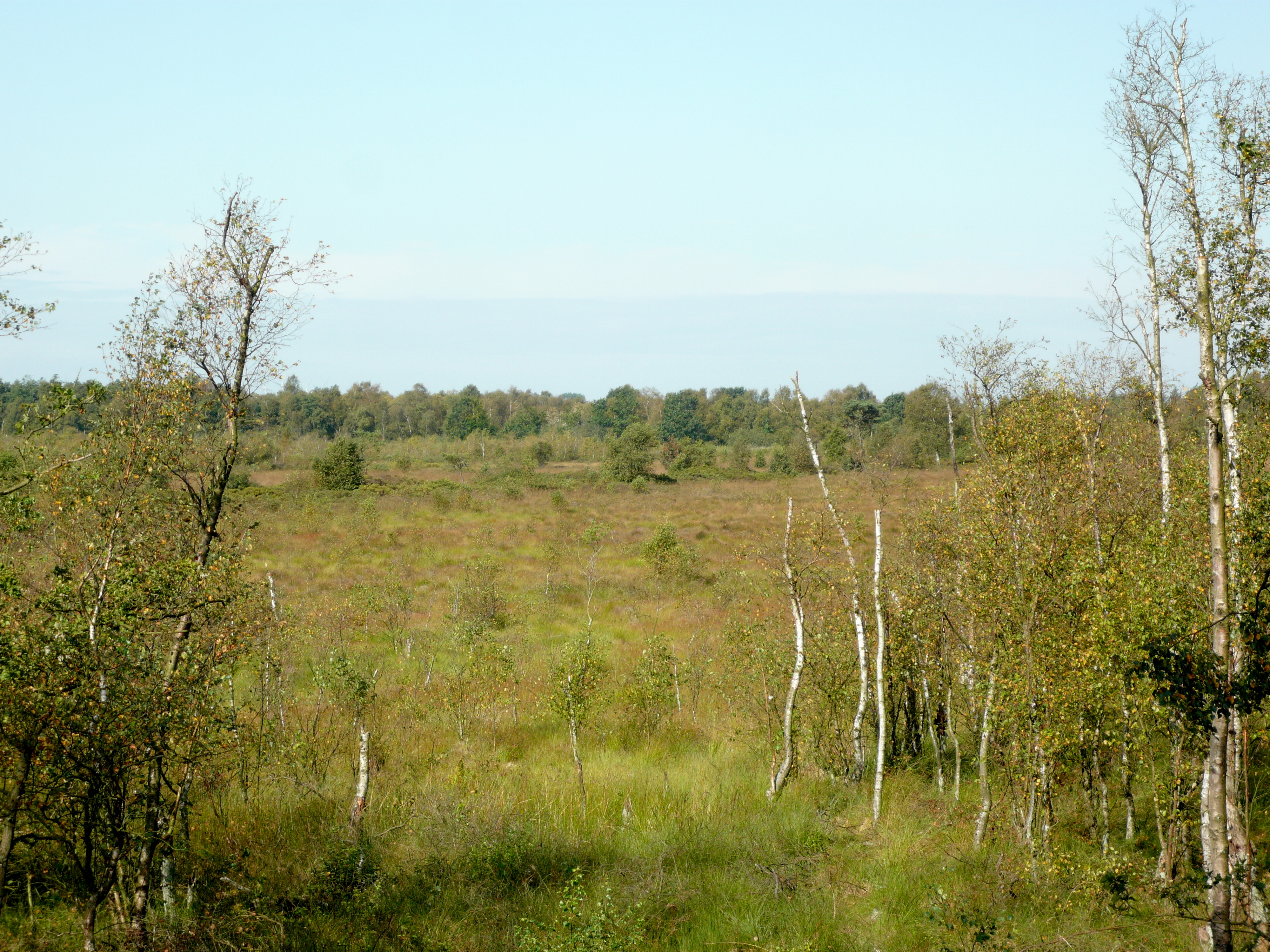
natuurgebied Ochsenweide

Moorweg is een dunbevolkte gemeente in het westen van het historische Harlingerland. De gemeente is relatief rijk aan bos en omvat meerdere beschermde natuurgebieden. De meeste daarvan maken deel uit van het in 2019 ingerichte, onder het Duitse nummer WE NSG 109 geregistreerde natuurreservaat Ochsenweide, Schafhauser Wald und Feuchtwiesen bei Esens, dat 296 hectare groot is en zich over 5 deelgemeentes van de Samtgemeinde Esens uitstrekt. Bijzonder is de Burkhardseik die met een omvang van vijf meter geschat wordt op een ouderdom van ten minste 400 jaar.

## Geschiedenis
In de middeleeuwen lagen in dit gebied enige kloosters. Eén daarvan, Kloster Schoo, was waarschijnlijk een dochterklooster van het premonstratenzer Klooster Bloemhof in de Nederlandse provincie Groningen. Na de Reformatie, in 1530, werden dit overheidsdomeinen, die weer later grote boerderijen werden.  Een  in 1770 gestichte veenkolonie, Wagnersfehn, liep doordat de molen voor de ontwatering afbrandde en door geldgebrek bij de exploitante, op een mislukking uit.  In de 19e eeuw werden grote stukken heide met naaldhout bebost.  
Tijdens de Tweede Wereldoorlog was hier tijdelijk een munitiefabriek gevestigd. 
De huidige gemeente ontstond in 1972 toen de voormalige gemeenten Altgaude, Klosterschoo, Neugaude, Wagnersfehn en Westerschoo werden samengevoegd. De oude gemeenten zijn nog herkenbaar als de vijf Ortschaften in de gemeente.

## Politiek
De gemeente wordt bestuurd door de gemeenteraad, bestaande uit 9 gekozen raadsleden. Als onderdeel van een samtgemeinde heeft Moorweg geen gekozen burgemeester, uit de raad wordt een lid tot burgemeester gekozen (zie het kader). De raad werd voor het laatst gekozen in 2021. Alle leden, uitgezonderd één gekozen afgevaardigde van Bündnis 90/Die Grünen, stonden op de eenheidslijst.
- Gemeinsame Normdatei: 4675823-9
- Virtual International Authority File: 247395829